# Imperiul Khmer
Imperiul Khmer (în khmeră: ចក្រភពខ្មែរ) a fost cel mai mare și cel mai longeviv stat din Asia de Sud-Est. Imperiul a succedat regatul Chenla și a guvernat teritoriile care astăzi aparțin Cambodgiei, Laosului, Vietnamului și Thailandei.
Religiile oficiale ale imperiului au fost hinduismul și budismul mahayana, până când budismul theravada a devenit dominant în secolul al XIII-lea.
Cel mai mare oraș și capitala imperiului la apogeul său a fost Angkor, care era mai mare decât New York. Moștenirea sa cea mai de seamă este complexul Angkor din Cambodgia de astăzi, care a fost capitala imperiului în perioada sa de glorie. Monumentele mărețe ale Angkorului, cum ar fi Angkor Wat și Bayon, atestă puterea și bogăția Imperiului Khmer, arta și cultura sa impresionantă, tehnica arhitecturală, realizările estetice și varietatea sistemelor de credință patronate de-a lungul timpului. Imagini din satelit au arătat că Angkor a fost, în perioada de vârf din secolele XI–XIII, cel mai mare centru urban preindustrial din lume.

## Istorie

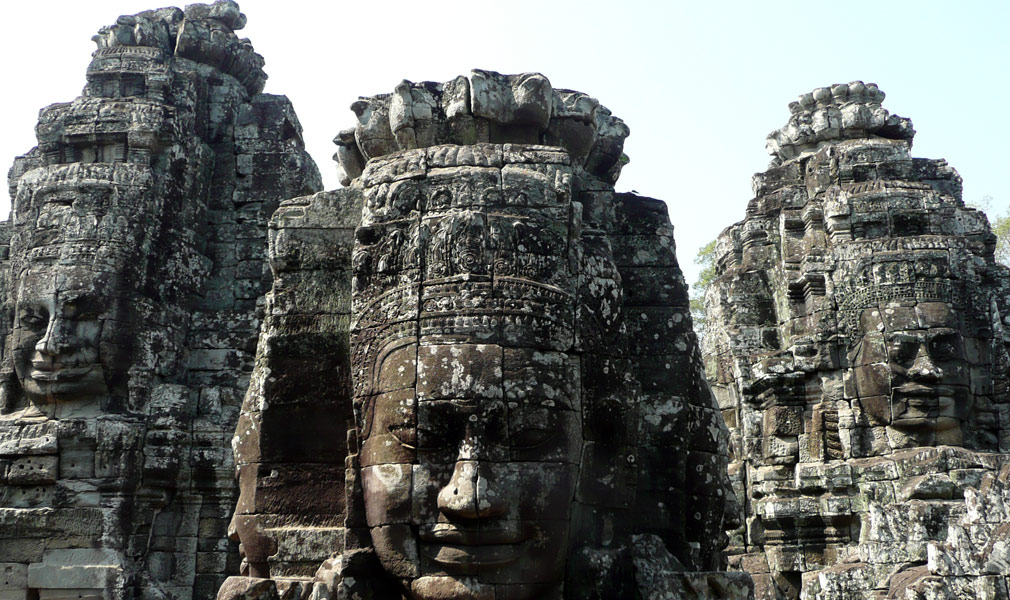
Ruine de la Angkor Wat.

Imperiul Khmer a existat din începutul secolului al IX-lea până la începutul secolului al XV-lea. În ceea ce privește realizările culturale și puterea politică, această perioadă a fost epoca de aur a civilizației khmere. Templele mărețe din zona Angkor, situată în apropierea orașului Siem Reap de astăzi, sunt o dovadă durabilă a măreției urmașilor lui Jayavarman al II-lea. (Chiar și Khmerii Roșii, care priveau cu ostilitate mare parte din istoria țării, au acceptat să pună imaginea unui templu din Angkor pe drapelul Republicii Democratice Kampuchea. Un motiv similar se regăsește și pe steagul Republicii Populare Kampuchea.)
Regatul fondat de Jayavarman al II-lea a dat numele actualei Cambodgia (Kampuchea). Din secolul al IX-lea până la jumătatea secolului al XV-lea, era cunoscut sub numele de Kambuja, un nume preluat de la un stat din nordul Indiei.
Probabil pentru a se distinge de javanezii care se deplasau cu vasele, Jayavarman al II-lea s-a stabilit la nord de lacul Tonle Sap. A construit mai multe capitale, stabilind în cele din urmă drept capitală orașul Hariharalaya, situat în apropierea zonei unde aveau să fie ridicate construcțiile din Angkor. Indravarman I (877–889) a extins autoritatea khmerilor spre vest, până la platoul Khorat din Thailanda de azi, și a ordonat construirea unui rezervor imens la nord de capitală, care a asigurat irigarea culturilor de orez. Fiul său, Yasovarman, a construit Barayul de Est (rezervor artificial), ale cărui rămășițe pot fi văzute și astăzi. Lungimea acestuia era de 7 km, iar lățimea de 2 km.
Sistemul complex de canale și rezervoare creat în timpul lui Indravarman și al succesorilor săi a susținut puterea Kambujei timp de o jumătate de mileniu. Odată ce populația khmeră nu a mai depins de musonii sezonieri, a reușit să realizeze o „revoluție verde” timpurie, generând surplusuri mari de orez. Decăderea imperiului în secolele XIII–XIV a fost probabil accelerată de degradarea acestui sistem de irigații. Invaziile thailandezilor și ale altor popoare străine, dar și conflictele interne cauzate de rivalități dinastice, au epuizat resursele umane necesare întreținerii sistemului, care a fost treptat abandonat.
Succesorii lui Jayavarman II au extins constant teritoriul Cambodgiei. Indravarman I a reușit să extindă regatul fără războaie și a lansat mari proiecte de construcție, susținute prin bogățiile provenite din comerț și agricultură. A construit templul Preah Ko și a demarat lucrări de irigații. A existat schimb de călători sau misiuni între regatul khmer și dinastia Sailendra din Java, ceea ce a permis Cambodgiei să adopte idei și tehnici arhitecturale.
Fiul lui Rajendravarman al II-lea, Jayavarman V, a domnit între 968 și 1001. După ce și-a asigurat tronul, a condus o perioadă de pace, prosperitate și înflorire culturală. A întemeiat o nouă capitală, Jayendranagari, și a construit templul statal Ta Keo. Curtea sa a fost un centru de filozofi, oameni de știință și artiști. Au fost construite și temple precum Banteay Srei (unul dintre cele mai frumoase și artistice temple) și Ta Keo, primul templu construit complet din gresie.
După moartea lui Jayavarman V, au urmat zece ani de conflicte și trei regi rivali. Suryavarman I (1006–1050) a câștigat tronul, stabilind relații diplomatice cu dinastia Chola din India de Sud, oferind în dar un car de luptă. A trebuit să înfrunte opoziție internă și invazii, dar a cucerit Angkor Wat și a intrat în conflict cu regatul Tambralinga. S-a aliat cu Chola împotriva regatului Tambralinga și imperiului Srivijaya, ceea ce a dus la o victorie comună khmeră-Chola. Alianța avea și o dimensiune religioasă: atât Chola, cât și khmerii erau șivaiți, în timp ce Srivijaya și Tambralinga erau budiști Mahayana.
După moartea sa în 1050, a urmat Udayadityavarman II, care a construit templul Baphuon și a completat Barayul de Vest. În 1074 a izbucnit un conflict cu regatul Champa.
Suryavarman al II-lea (1113–1150), unul dintre cei mai mari monarhi ai Angkorului, a extins teritoriul regatului printr-o serie de războaie victorioase împotriva regatului Champa (în centrul Vietnamului actual), Nam Viet (nordul Vietnamului), precum și a unor mici state ale poporului Mon până la râul Irrawaddy din Myanmar. A transformat popoarele thailandeze, care migraseră din Yunnan (sudul Chinei), în vasali și a impus suzeranitatea sa asupra nordului Peninsulei Malay. Realizarea sa cea mai importantă a fost construcția templului-oraș Angkor Wat, cea mai mare structură religioasă din lume, considerată de mulți drept cea mai măreață operă de artă a Asiei de Sud-Est.
Domnia lui Suryavarman a fost urmată de o perioadă de 30 de ani de instabilitate dinastică și de o invazie a Champa, care a distrus Angkorul în anul 1177.
Chamii au fost în cele din urmă respinși și cuceriți de Jayavarman al VII-lea, a cărui domnie (1181 – aprox. 1218) a marcat apogeul puterii Kambujei. Spre deosebire de predecesorii săi care venerau zeul-rege hindus, Jayavarman al VII-lea a fost un adept fervent al budismului Mahayana. Autointitulat bodhisattva, a pornit o campanie de construcție intensă, realizând temple precum Angkor Thom și Bayon — acesta din urmă având 216 chipuri sculptate reprezentând Buddha, zei și regi. A mai construit peste 200 de hanuri și spitale în tot regatul. Ca și împărații romani, a creat o rețea de drumuri între capitală și orașele provinciale. Potrivit istoricului George Coedès, „Niciun alt rege cambodgian nu poate pretinde că a mutat mai multă piatră.” Totuși, calitatea era adesea sacrificată în favoarea rapidității construcției, așa cum se vede în Bayon.
Relieful sugerează că locuințele obișnuite din Angkor erau din lemn — asemănătoare cu cele din Cambodgia de astăzi. Templele de piatră nu erau locuințe regale, ci centre de cult hindus sau budist, dedicate divinității monarhului și familiei sale. Coedès crede că aveau dublă funcție — templu și mormânt. Structura templelor reflecta cosmologia hindusă: cele cinci turnuri centrale ale Angkor Wat simbolizau vârfurile Muntelui Meru, centrul universului; zidul exterior — munții de la marginea lumii; șanțul — oceanul cosmic. Ca multe monumente antice, și cele din Angkor necesitau un efort imens de muncă umană, iar scopul lor exact rămâne necunoscut.

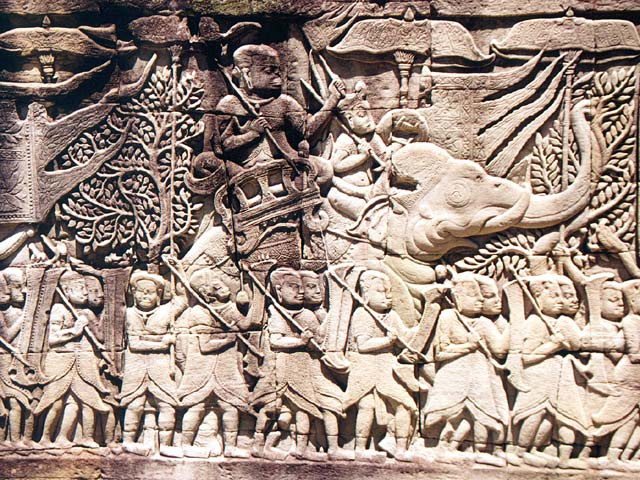
Un basorelief din secolul al XII-lea sau al XIII-lea din templul Bayon din Angkor, reprezentând armata khmeră mergând la război cu Champa.

Societatea din Angkor era strict ierarhizată. Regele, considerat divin, poseda pământul și supușii săi. După rege și familia sa, veneau brahmanii și o mică clasă de funcționari (circa 4000 în secolul X). Urmau cetățenii de rând, care aveau obligații legate de muncă forțată. Exista și o clasă mare de sclavi, asemănătoare celor din Egiptul antic, care au construit monumentele durabile.
După moartea lui Jayavarman al VII-lea, Cambodgia a intrat într-o lungă perioadă de declin. Thailandezii deveneau tot mai amenințători pentru granițele de vest ale imperiului. Răspândirea budismului Theravada, sosit din Sri Lanka prin regatele Mon, a subminat cultele regale hinduse și Mahayana. Predicând ascetismul și mântuirea personală prin efort propriu, Theravada nu susținea doctrinar puterea regală bazată pe opresiunea maselor.
În 1353, o armată thailandeză a cucerit Angkorul. Khmerii l-au recucerit ulterior, dar războaiele au continuat, iar capitala a fost jefuită de mai multe ori. În aceeași perioadă, teritoriul khmer la nord de granița actuală cu Laos a fost cucerit de regatul laot Lan Xang. În 1431, thailandezii au ocupat Angkor Thom. De atunci înainte, zona Angkor nu a mai fost capitală regală, cu excepția unei scurte perioade în a treia pătrime a secolului al XVI-lea.

## Epoca de aur
Secolul al XII-lea a fost marcat de conflicte și lupte pentru putere. Sub Suryavarman II (1113–1150), regatul s-a consolidat intern și s-a construit templul Angkor Wat, dedicat lui Vishnu. Campaniile sale împotriva Champa și Dai Viet au fost în general eșuate, dar în 1145 a prădat capitala Vijaya. Khmerii au fost alungați de acolo în 1149.
În 1177, capitala a fost cucerită și jefuită de flota regatului Champa condusă de Jaya Indravarman IV. Regele Tribhuvanadityavarman a fost ucis.
Jayavarman VII (1181–1219) este considerat cel mai mare rege al Cambodgiei. După ce a eliberat capitala, a continuat războiul cu Champa timp de 22 de ani, până ce khmerii au învins în 1203. A construit noua capitală, Angkor Thom („Orașul Mare”), o rețea de drumuri, hanuri și 102 spitale.
Fiul său, Indravarman II (1219–1243), a fost budist ca și tatăl său, dar mai puțin priceput ca strateg. Sub presiunea regatului Dai Viet și a alianței acestuia cu Champa, khmerii s-au retras. În vest, supușii thailandezi s-au revoltat și au fondat primul regat thailandez — Sukhothai.
L-a urmat Jayavarman VIII (1243–1295), un adept agresiv al șivaismului care a distrus statui ale lui Buddha și a transformat templele budiste în hindușe. A evitat războiul cu mongolii lui Kublai Khan plătind tribut din 1285. A fost înlăturat de ginerele său, Srindravarman (1295–1309), adept al budismului Theravada, care s-a răspândit ulterior în toată regiunea.
Sub Suryavarman II, regatul duce războaie distrugătoare cu statele Mon și cu Champa. Teritoriul Kambujadeșei atinge dimensiunea maximă. Este construit templul Angkor Wat. Începând cu mijlocul secolului al XII-lea, regatul intră în declin, epuizat de războaie și construcții. În a doua jumătate a secolului al XIII-lea, este tot mai presat de thailandezi. În secolul al XIV-lea, imperiul încetează să mai existe.

## Organizare administrativă
Se știe puțin: posibil că era format din mici principate tributare. Abia în secolul al X-lea a fost introdus sistemul de „districte”, care se împărțeau în sate (grama, srok) cu 20–90 persoane și fiecare cu un templu sau capelă.

## Religia
Hinduismul (șivaism) și budismul coexistau pașnic. Începuturile statului erau marcate de hinduism, dar în secolul al XII-lea budismul devine religie oficială. Shiva este cel mai des menționat zeu în arhitectură și scriere.

## Societate
Castele, așa cum existau în India, nu erau cunoscute la khmeri. În vârful ierarhiei sociale se aflau brahmanii, iar la baza — servitorii și sclavii. Regii aveau statutul de „stăpâni ai lumii” (chakravartin).
Imperiul Khmer se baza pe o rețea extinsă de comunități agricole axate pe cultivarea orezului. În regiune exista o ierarhie clară a așezărilor. Satele mici erau grupate în jurul unor centre regionale, cum ar fi Phimai, care la rândul lor trimiteau mărfuri în orașele mari precum Angkor, în schimbul altor bunuri, precum ceramică și produse de comerț exterior, de exemplu din China.
Regele și funcționarii săi erau responsabili pentru administrarea irigațiilor și distribuția apei, ceea ce presupunea o infrastructură hidraulică complexă, formată din canale, șanțuri și rezervoare uriașe numite baray. Societatea era organizată ierarhic, reflectând sistemul de caste hindus, unde oamenii de rând — cultivatori de orez și pescari — reprezentau majoritatea covârșitoare a populației. Kșatriii — membri ai familiei regale, nobili, conducători militari, soldați și războinici — formau elita conducătoare și clasa dominantă.
Alte clase sociale includeau brahmanii (preoții), negustorii, meșteșugarii — cum ar fi tâmplarii și zidarii, olarilor, prelucrătorii de metale, bijutierii și țesătorii. Pe cea mai joasă treaptă socială se aflau sclavii.
Proiectele vaste de irigații asigurau surplusuri de orez care puteau susține o populație numeroasă. Religia oficială a fost hinduismul, însă influența cultului Devaraja — care diviniza regii khmeri, considerându-i zei vii pe pământ, întruchipări ale lui Vishnu sau Shiva — a fost decisivă. Din punct de vedere politic, acest statut servea drept justificare divină a puterii regale. Cultul i-a permis regilor khmeri să inițieze proiecte arhitecturale monumentale, construind structuri grandioase precum Angkor Wat și Bayon pentru a celebra domnia divină a regelui pe pământ.

## Politica externă
La formarea imperiului, khmerii întrețineau relații culturale, politice și comerciale strânse cu Java și cu imperiul Srivijaya, aflat dincolo de mările sudice ale teritoriului khmer. În anul 851, un negustor arab pe nume Suleyman a consemnat o întâmplare legată de regele khmer și de Maharaja Zabaj. Acesta a povestit cum regele khmer a provocat autoritatea Maharajei Zabaj. Se spunea că dinastia Sailendra din Java a lansat un atac surpriză asupra khmerilor, apropiindu-se de capitală pe râu. Regele tânăr a fost ulterior pedepsit de maharaja, iar regatul a devenit vasal al Sailendrelor „Zabaj” este forma arabizată a lui Javaka și se poate referi atât la Java, cât și la Srivijaya. Această legendă reflectă probabil o perioadă de predecesori sau începuturile statului khmer sub dominație javaneză.
Legenda despre Maharaja Zabaj a fost mai târziu publicată de istoricul arab al-Masʿūdī în lucrarea sa din 947, „Pajiști de aur și mine de pietre prețioase”. O inscripție din Kaladi (Java, cca. 909) menționează poporul Kmir (khmerii sau cambodgienii), alături de Kampā (Champa) și Rman (Moni), ca străini din Asia de Sud-Est continentală care vizitau frecvent Java pentru comerț. Inscripția sugerează existența unei rețele maritime comerciale între Cambodgia și Java (regatul Mdaṅ/Mataram).
Scriitorii arabi din secolele IX–X rareori menționează această regiune, cu excepția unor referiri la înapoierea sa; totuși, îl considerau pe „regele al-Hind” (India și Asia de Sud-Est) drept unul dintre cei patru mari regi ai lumii. Deși conducătorul dinastiei Rashtrakuta este prezentat drept cel mai mare rege din al-Hind, și regii mai mici, inclusiv cei ai Javei, ai Birmaniei păgâne și ai khmerilor cambodgieni, erau descriși de arabi ca fiind extrem de puternici și posesorii unor armate vaste, compuse din mii de oameni, cai și zeci de mii de elefanți. Se știe, de asemenea, că acești conducători dețineau imense comori de aur și argint.
Regii khmeri au stabilit relații și cu dinastia Chola din sudul Indiei.

## Conducătorii

Steagul regal al Cambodgiei

Istoria imperiului khmer este strâns legată de personalitatea conducătorilor săi
| Perioada aproximativă | Nume domnitor                             | Nume regal/postum     |
| --------------------- | ----------------------------------------- | --------------------- |
| c. 770–830            | Jayavarman II                             | Parameśvara           |
| c. 839–877            | Jayavarman III                            | Viṣṇuloka             |
| 877–889               | Indravarman I                             | Īśvaraloka            |
| 889–c. 910            | Yaśovarman I                              | Paramaśivaloka        |
| 910–923               | Harṣavarman I                             | Rudraloka             |
| 923–928               | Iśanavarman II                            | Paramarudraloka       |
| 921–941               | Jayavarman IV                             | Paramaśivapāda        |
| 941–944               | Harṣavarman II                            | Brahmaloka            |
| 944–968               | Rājendravarman II                         | Śivaloka              |
| 968–1000              | Jayavarman V                              | Paramaśivaloka        |
| 1001–1002             | Udayādityavarman I?                       | -                     |
| 1002–1006?            | Jayavīravarman?                           | -                     |
| 1001–1050             | Sūryavarman I                             | Nirvāṇapāda           |
| 1049–1066             | Udayādityavarman II?                      | -                     |
| 1066–1080             | Harṣavarman III                           | Śadaśuvarapāda        |
| 1080–1113             | Nṛpatīndravarman                          | -                     |
| 1080–1107             | Jayavarman VI                             | Paramakaivalyapāda    |
| 1107–1113             | Dharaṇīndravarman I                       | Parama-niṣkalapāda    |
| 1113–c. 1150          | Sūryavarman II                            | -                     |
| 1150–1160             | Dharaṇīndravarman II                      | -                     |
| 1160?–1165            | Yaśovarman II?                            | -                     |
| 1165–1177             | Tribhuvanādityavarman                     | Mahāparamanirvāṇapāda |
| 1181–c. 1218          | Jayavarman VII                            | Mahāparamaśugata?     |
| c. 1218–1243          | Indravarman II?                           | -                     |
| 1243–1295             | Jayavarman VIII (abdicated)               | Parameśvarapāda       |
| 1295–1307             | Indravarman III?                          | -                     |
| 1307–1327             | Indrajayavarman?                          | -                     |
| 1327–1336             | Jayavarman IX sau J ayavarman Parameśvara | -                     |